# Orla Noom
Orla Noom (Haarlem, 2 november 1985) is een Nederlandse squashspeelster. Ze won samen met Annelize Naudé en Vanessa Atkinson in 2010 het Europees kampioenschap voor vrouwen in Aix-en-Provence. Samen versloegen ze in de halve finale het Engelse team (2-1), dat de voorgaande 32 titels allemaal won. In de finale werd ook Frankrijk verslagen (2-1).
Noom begon met squash spelen toen ze 10 jaar oud was en haar trainster is Liz Irving. Anno maart 2006 staat ze op de 49e plaats op de wereldranglijst en speelt ze competitiewedstrijden voor de club Meersquash. Noom is zevenvoudig nationaal kampioene in diverse leeftijdscategorieën. Haar internationale squashcarrière begon in 2003. In april van datzelfde jaar stoomde ze al de top 100 binnen en in november 2007 bereikte ze de 31e plaats, wat haar hoogste notering is.

## Eindrangschikking wereldranglijst
| 2003 | 2004 | 2005 | 2006 |
| ---- | ---- | ---- | ---- |
| 63e  | 71e  | 68e  | 49e* |

* maart 2006